# IC 3637
IC 3637 ist eine linsenförmige Zwerggalaxie vom Hubble-Typ dS0 im Sternbild Coma Berenices am Nordsternhimmel. Sie ist schätzungsweise 88 Millionen Lichtjahre von der Milchstraße entfernt und wird unter der Katalognummer VVC 1836 als Mitglied des Virgo-Galaxienhaufens gelistet.

Im selben Himmelsareal befinden sich unter anderem die Galaxien NGC 4595, IC 3609, IC 3612, IC 3658.
Das Objekt wurde am 10. Mai 1904 von Royal Harwood Frost entdeckt.